# Dreibrüdertaler (Kursachsen)

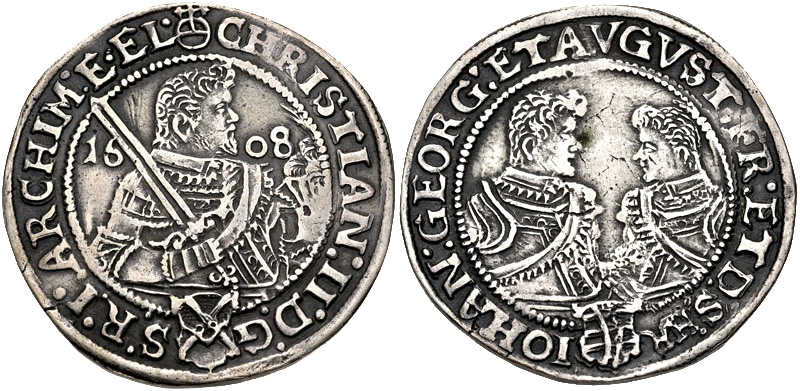
½ Dreibrüdertaler von 1608, Münzstätte Dresden (Durchmesser 34,5 mm).

Dreibrüdertaler ist die volkstümliche Bezeichnung für einen kursächsischen Reichstaler, der von 1592 bis 1611 mit den Bildnissen der drei Brüder Christian II., Johann Georg und August geprägt wurde. Von diesem Taler und seinen Teilstücken wurden drei Typen geprägt, die sich im Münzbild unterscheiden.

## Münzgeschichtliche Zusammenhänge
Als Kurfürst Christian I. von Sachsen (1586–1591) am 25. September 1591, noch nicht 31 Jahre alt, in Dresden starb, waren seine drei Söhne noch minderjährig. Der Älteste, Kurprinz Christian, war kaum acht Jahre alt.
Christian folgte als ältester Sohn seinem Vater unter Vormundschaft, die zugleich mit seinen jüngeren Brüdern, den Herzögen Johann Georg (geboren am 5. März 1585) und August (geboren am 7. September 1589) durch väterliches Testament vom 30. August 1591 bestimmt wurde. Nach diesem Testament waren als Vormünder Kurfürst Johann Georg von Brandenburg, der Großvater mütterlicherseits, und Herzog Friedrich Wilhelm zu Sachsen in Weimar und Altenburg, ein Enkel Kurfürst Johann Friedrichs des Großmütigen, vorgesehen.

„In Folge von mehreren, noch im Jahre 1591 zwischen beiden Vormündern geschlossenen Verträgen aber und in Folge landständischer Seits erhobenen Bedenken [wurde] thatsächlich von Herzog Friedrich Wilhelm der Kur Sachsen Administrator allein geführt […].“

Die Landesadministration wurde demnach wegen der Bedenken der Landstände abweichend vom Testament Christians I. von Friedrich Wilhelm I. allein geführt.
Christian II. erreichte im 18. Lebensjahr die Kurmündigkeit und übernahm am 23. September 1601 die Regierung und zugleich die Vormundschaft über seine noch unmündigen Brüder Johann Georg und August. Am 14. Juli 1602 empfing er für sich und seine Brüder in Prag durch Bevollmächtigte die kaiserliche Belehnung mit den Regalien.
Unter der Administration Herzog Friedrich Wilhelms I. wurde nur in der Münzstätte Dresden im Namen und mit den Bildern aller drei Söhne des verstorbenen Kurfürsten geprägt. Das blieb auch so nach eingetretener Kurmündigkeit Christians II. bestehen. Es wurde lediglich eine Änderung im Münzbild veranlasst. Christian erscheint nun allein auf der Vorderseite des Dreibrüdertalers, während seine beiden Brüder auf der Rückseite zu sehen sind.
Die Dreibrüdertaler wurden bis 1604 unter dem Münzmeister Hans Biener mit seinem Münzmeisterzeichen HB geprägt. Er war der erste Münzmeister in der von Kurfürst August 1556 neu errichteten Dresdner Münze. Sein Nachfolger war Heinrich von Rehnen. Dessen Dreibrüdertaler tragen die Münzmeisterzeichen HR oder Schwan. (Später, in der Kipper- und Wipperzeit verwendete er den auffliegenden Schwan als sein Zeichen auf den Kippertalern.) Die Münzstempel für die Dreibrüdertaler schnitt bis nach 1601 Kilian Prager der Jüngere. Ab 1605 arbeitete Heinrich von Rehnen zusätzlich noch als Münzgraveur und Medailleur in der Dresdner Münze.

### Die merkwürdige Änderung der Münzstempel
Nach Johann Friedrich Klotzsch änderten sich unter dem Administrator Friedrich Wilhelm „mit dem Auftritte dieser drey Prinzen die Münzstempel sehr merkwürdig.“

„Von der Zeit der mit Churfürst Johann Friedrichs Gefangenschaft aufgehobene Münzcommunion [Münzgemeinschaft] an, hatte man bey dem Hause Sachsen Albertinischer Linie auf deren Münzgeprägen nur ein Brustbild, nur einen Nahmen des Landesfürsten zeithero gesehen. Das Recht der Erstgeburt war bey diesem Hause in die Landes Succeßion [Succession (Nachfolge)] gebracht worden […].“

Die von Klotzsch festgestellte merkwürdige Änderung der Münzstempel bezieht sich auf die Taler mit den drei minderjährigen Brüdern auf der Vorderseite. Seit der Schlacht bei Mühlberg im Jahr 1547 und der Verleihung der sächsischen Kurwürde an die Albertiner war die in der Leipziger Hauptteilung von 1485 zwischen den Ernestinern und Albertinern vereinbarte gemeinsame Münzprägung endgültig aufgegeben worden (siehe Sächsische Münztrennung#Endgültige Münztrennung). Das hatte u. a. zur Folge, dass ab dieser Zeit auf den Münzen nur noch ein Brustbild und nur der Name des Landesfürsten aufgeprägt war.

„Vom Jahre 1601 an setzte Churfürst Christian sein Brustbild auf die vordere Seite allein, […] und also ist die äußerliche Verfassung bis zum Tode [Christians II.] verblieben.“

Nach dem Tod Christians II. im Jahr 1611 wurde diese Form der Bildgestaltung von Vorder- und Rückseite zunächst weitergeführt. Das Bildnis seines jüngsten Bruder August verblieb bis zu dessen Tod auf der Rückseite, während Johann Georg I. als neuer Kurfürst auf der Vorderseite zu sehen war. Das waren die letzten Talermünzen dieser Art des Kurfürstentums Sachsen. Die Brüder der Landesfürsten erschienen danach nicht mehr auf den Geprägen der albertinischen Linie.

## Talertypen und Teilstücke
Die Dreibrüdertaler sind nach dem Reichsmünzfuß geprägte kursächsische Reichstaler zu 24 Gute Groschen, die in drei Typen eingeteilt werden können:
- Christian II., Johann Georg und August unter Vormundschaft (1591–1601):
  - Erster Typ: Taler mit den Bildnissen der drei Brüder in gleicher Höhe (nur von 1592)
  - Zweiter Typ: Taler mit den Bildnissen der drei Brüder in unterschiedlicher Höhe (ab 1592)
- Christian II. als Kurfürst mit seinen zwei Brüdern (1601–1611):
  - Dritter Typ: Taler mit dem Bildnis Christians auf der Vorderseite und den Bildnissen seiner beiden Brüder auf der Rückseite (ab 1601).

Es wurden auch Halb-, Viertel- und Achteltaler mit den Bildnissen der drei Brüder geprägt.

## Münzbeschreibung

### Christian II., Johann Georg und August unter Vormundschaft (1591–1601)

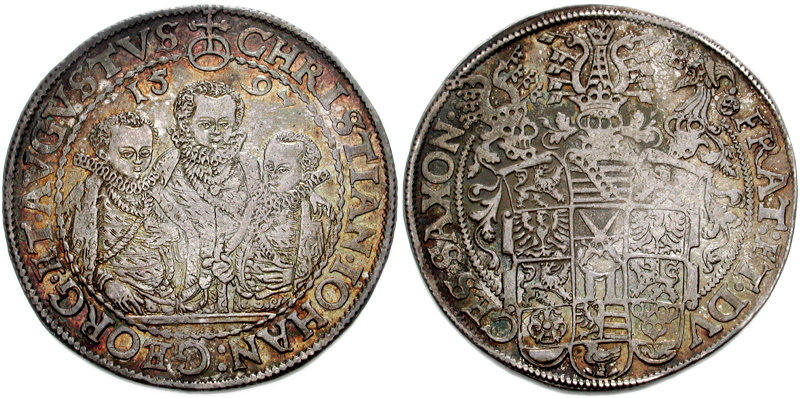
Dreibrüdertaler von 1597 mit unterschiedlich hohen Bildnissen der Prinzen, Münzmeisterzeichen HB, Münzstätte Dresden (Durchmesser 40 mm; 29,15 g)

(Erster und zweiter Talertyp)

#### Vorderseite
Die Vorderseiten der ersten zwei Talertypen zeigen die Bildnisse der drei unter Vormundschaft Friedrich Wilhelms von Sachsen-Weimar stehenden minderjährigen Brüder. Nur bei dem ersten Münztyp des Jahres 1592 erscheinen die Prinzen in gleicher Größe und Höhe im Münzbild. Noch im gleichen Jahr wurde der Vorderseitenstempel geändert. Christian erscheint danach als ältester Bruder und zukünftiger Kurfürst des albertinischen Sachsens größer als seine beiden Geschwister.
Der Prinz in der Mitte ist Christian II. Links im Bild (an der rechten Seite Christians) steht Johann Georg mit sichtbar angehängtem Degen, rechts im Bild August, der kleinste Prinz. Er hält in der Rechten eine Blume. Christian legt die Arme über die Schultern seiner Brüder. Sie sind ähnlich dem ersten Typ mit Wams, übergehängten Mäntelchen und Halskrause bekleidet. Oben zwischen der Umschrift befindet sich der Reichsapfel, darunter bogig die Jahreszahl (1597), zwischen den Helmen rechts das Münzmeisterzeichen HB (ligiert), des Münzmeisters Hans Biener, der Münzstätte Dresden.
- Umschrift: CHRISTIAN(us) ۰ IOHAN(nes) : GEORG(ius) ۰ ET۰ AVGVSTVS (Fortsetzung der Umschrift auf der Rückseite)

#### Rückseite
Die Rückseite zeigt das dreifach behelmte 14-feldige Wappen mit Mittelschild in einem aufgerollten Schild. Die Helme sind die von Thüringen (links), Sachsen (mittig) und Meißen (rechts).
Die Felder des Wappens sind folgende (jeweils von oben nach unten):
- Links: Thüringen, Pfalz Sachsen, Orlamünde, Altenburg, Regalien
- Mitte: Sachsen, Kurwappen, Landsberg, Magdeburg, Henneberg
- Rechts: Meißen, Pfalz Thüringen, Herrschaft Pleißen, Brehna, Regalien
- Umschrift: FRAT(res) : ET ۰ DV – CES ۰ SAXON(iae) (Fortsetzung der Umschrift der Vorderseite)[19]
  - Übersetzung beider Seiten: Christian, Johann Georg und August, Brüder und Herzöge zu Sachsen.

### Christian II. als Kurfürst mit seinen zwei Brüdern (1601–1611)

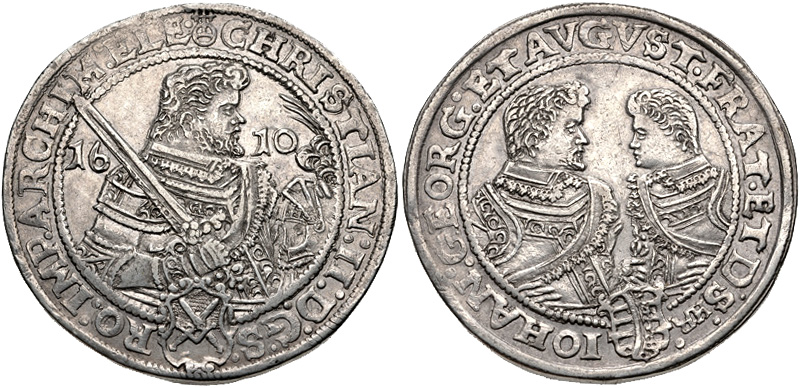
Dreibrüdertalers von 1610, Münzmeisterzeichen HR, Münzstätte Dresden. Christian II. ist als Kurfürst dargestellt. (Durchmesser 41 mm; 29,05 g)

(Dritter Talertyp)

#### Vorderseite
Die Vorderseite des dritten Münztyps zeigt das geharnischte Bildnis des Kurfürsten Christian II. mit Feldbinde, das Kurschwert schulternd. Links vor ihm befindet sich sein Helm, im Feld die geteilte Jahreszahl 16 – 10, zwischen der Umschrift oben der Reichsapfel und unten das Schild mit den Kurschwertern.
- Umschrift: CHRISTIAN(us) : II : D(ei) : G(ratia) : S(acri) ۰ – ۰ RO(mani) : IMP(erii) : ARCHIM(arschallus) : ELE(ctor)[20]
  - Übersetzung: Christian II. von Gottes Gnaden, des Heiligen Römischen Reiches Erzmarschall und Kurfürst.

#### Rückseite
Die Rückseite zeigt die geharnischten Hüftbilder der beiden Brüder mit Feldbinden, links Johann Georg, rechts August, die einander zugewandt sind. Unten befindet sich das Wappen des Herzogtums Sachsen, rechts daneben das Münzmeisterzeichen HR des Münzmeisters Heinrich von Rehnen der Münzstätte Dresden.
- Umschrift: IOHAN(nes) : GEORG(ius) : ET AVGVST(us) ۰ FRAT(res) ۰ ET D(uces) : S(axoniae)[21]
  - Übersetzung: Johann Georg und August, Brüder und Herzöge von Sachsen.

## Dreibrüdertaler mit Gegenstempel

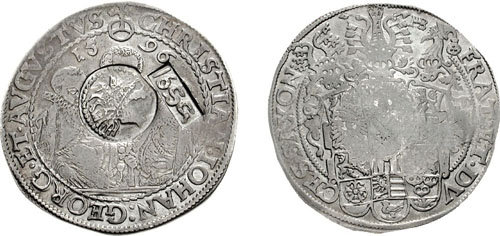
Jefimok von 1655 aus einem Dreibrüdertaler von 1596

Das Umlaufgebiet der Dreibrüdertaler erfasste hauptsächlich Kursachsen und andere Staaten des Heiligen Römischen Reichs. Es sind jedoch auch Dreibrüdertaler mit Gegenstempel oder Überprägung „Heiliger Georg“ des russischen Zaren Alexei Michailowitsch (1645–1667) bekannt. Sie wurden damit zur russischen Währung im Wert von 64 Kopeken und werden im numismatischen Sprachgebrauch als Jefimok bezeichnet. Der Name dieser Münzen leitet sich vom Joachimstaler (Jefimok–Joachim) ab, einem Guldengroschen, der wegen seines zuverlässig hohen Silberanteils ebenfalls Namensgeber des Talers und des Dollars war.
Die Jefimki, unter Alexei Michailowitsch waren es hauptsächlich in Moskau gegengestempelte deutsche und niederländische Taler, blieben bis zu ihrem Verbot im Jahr 1659 im Umlauf. In der Ukraine blieben sie jedoch noch länger in Gebrauch.
Der abgebildete Jefimok von 1655 wurde aus einem Dreibrüdertaler von 1596 hergestellt, indem der Taler mit zwei Stempeln gegengestempelt wurde.